# Jak nas widzą
Jak nas widzą (ang. When They See Us) – amerykański internetowy miniserial (dramat kryminalny), którego twórcą jest Ava DuVernay. Wszystkie 4 odcinki serii zostało udostępnione 31 maja 2019 roku na platformie Netflix.

## Fabuła
Serial opowiada prawdziwą historię pięciu nastolatków, którzy zostali niesłusznie skazani w 1989 roku za gwałt. Dopiero w 2002 roku zostali oczyszczeni z zarzutów.

## Obsada

### Główna
- Asante Blackk jako Kevin Richardson
- Justin Cunningham jako Kevin Richardson[3]
- Caleel Harris jako Antron McCray[3]
- Jovan Adepo jako Antron McCray[3]
- Ethan Herisse jako Yusef Salaam[3]
- Chris Chalk jako Yusef Salaam[4]
- Jharrel Jerome jako Korey Wise[5]
- Marquis Rodriguez jako Raymond Santana[3]
- Freddy Miyares jako Raymond Santana[3]
- Marsha Stephanie Blake jako Linda McCray[6]
- Kylie Bunbury jako Angie Richardson[6]
- Aunjanue Ellis jako Sharonne Salaam[6]
- Vera Farmiga jako Elizabeth Lederer[4]
- Felicity Huffman jako Linda Fairstein[5]
- John Leguizamo jako Raymond Santana Sr.[4]
- Niecy Nash jako Delores Wise[6]
- Michael K. Williams jako Bobby McCray[4]

### Role drugoplanowe
- Omar Dorsey jako Elombe Brath
- Suzzanne Douglas jako Grace Cuffe
- Christopher Jackson jako Peter Rivera[7]
- Joshua Jackson jako Mickey Joseph[7]
- Famke Janssen jako Nancy Ryan
- Adepero Oduye jako Nomsa Brath[7]
- Aurora Perrineau jako Tanya
- Storm Reid jako Lisa[6]
- William Sadler jako Michael Sheehan
- Blair Underwood jako Bobby Burns
- Len Cariou jako Robert Morgenthau
- Chikwudi Iwuji jako Colin Moore
- Frank Pando jako detektyw Gonzalez
- Alexandra Templer jako Trisha Meili

## Odcinki
| # | Tytuł      | Reżyseria    | Scenariusz                                 | Premiera w Netflix | Premiera w Netflix Polska |
| - | ---------- | ------------ | ------------------------------------------ | ------------------ | ------------------------- |
| 1 | Part One   | Ava DuVernay | Ava DuVernay, Julian Breece, Robin Swicord | 31 maja 2019       | 31 maja 2019              |
| 2 | Part Two   | Ava DuVernay | Ava DuVernay, Julian Breece, Attica Locke  | 31 maja 2019       | 31 maja 2019              |
| 3 | Part Three | Ava DuVernay | Ava DuVernay, Robin Swicord                | 31 maja 2019       | 31 maja 2019              |
| 4 | Part Four  | Ava DuVernay | Ava DuVernay, Michael Starrbury            | 31 maja 2019       | 31 maja 2019              |

## Produkcja
W lipcu 2018 roku poinformowano, że do obsady dramatu dołączyli:  Vera Farmiga, Michael K. Williams, John Leguizamo, Felicity Huffman, Jharrel Jerome i Jovan Adepo.
W kolejnym miesiącu ogłoszono, że Niecy Nash, Kylie Bunbury, Aunjanue Ellis, Marsha Stephanie Blake, Storm Reid, Chris Chalk, Ethan Herisse, Marquis Rodriguez, Caleel Harris, Freddy Miyares, Justin Cunningham, Joshua Jackson, Christopher Jackson i Adepero Oduye zagrają w dramacie.

## Nagrody

### Emmy
2019
- Emmy - Najlepszy aktor w serialu limitowanym lub filmie telewizyjnym  Jharrel Jerome
- Emmy - Najlepszy dobór obsady serialu limitowanego, filmu telewizyjnego lub programu specjalnego

### Critics’ Choice Television
2020
- Critics’ Choice Television - Najlepszy serial limitowany
- Critics’ Choice Television - Najlepszy aktor w filmie telewizyjnym lub serialu limitowanym  Jharrel Jerome

### Czarne Szpule - Telewizyjne
2019
- Telewizyjna Czarna Szpula - Najlepszy film telewizyjny lub serial limitowany
- Telewizyjna Czarna Szpula - Najlepszy reżyser w filmie telewizyjnym lub serialu limitowanym  Ava DuVernay
- Telewizyjna Czarna Szpula - Najlepsza aktorka drugoplanowa w filmie telewizyjnym lub serialu limitowanym  Marsha Stephanie Blake
- Telewizyjna Czarna Szpula - Najlepsza aktorka w filmie telewizyjnym lub serialu limitowanym  Niecy Nash
- Telewizyjna Czarna Szpula - Najlepszy aktor w filmie telewizyjnym lub serialu limitowanym  Jharrel Jerome
- Telewizyjna Czarna Szpula - Najlepszy aktor drugoplanowy w filmie telewizyjnym lub serialu limitowanym  Michael Kenneth Williams
- Telewizyjna Czarna Szpula - Najlepszy scenariusz w filmie telewizyjnym lub serialu limitowanym  Attica Locke, Ava DuVernay, Julian Breece - za odcinek pierwszy

### Gotham
2019
- Nagroda Gotham - Najlepszy przełomowy serial - pełnometrażowe odcinki  Ava DuVernay, Berry Welsh, Jane Rosenthal, Jeff Skoll, Jonathan King, Oprah Winfrey, Robert De Niro[12]